# Monster in My Pocket
Monster in My Pocket är en mediafranchise utvecklad av Morrison Entertainment Group, ledd av Joe Morrison och John Weems (tidigare från Mattel).  
Fokus ligger på monster och sagodjur från religion, mytologi, litterär fantasy, science fiction, kryptid och andra fenomen. Monster in My Pocket innehöll samlarkort, serietidningar, böcker, leksaker, ett brädspel, ett datorspel, och en animerad special, liksom musik, kläder, leksaksdrakar, klistermärken och mycket annat.
Det skall inte förväxlas med Pocket Monsters, I Japan titeln för Pokémon (planerat namn för denna franchise).
Monster in My Pocket är främst berömt för leksakerna släppta av Matchbox 1990. De var små mjuka plastfigurer föreställande monster, och senare andra relaterade karaktärer.
Ett brädspel släpptes av Decipher Limited, med actionfigurerna som spelpjäser.
Figurerna blev mer populära i Storbritannien och Kontinentaleuropa än i ursprungslandet USA.

## Monster in My Pocket i övrig media
Det tidigaste inom Monster in My Pocket var samlarkorten ritade av Jan Sheets och Jenice Heo, vilka först dök upp 1990.
Ett datorspel släpptes till Nintendo Entertainment System 1991 av Konami. Det hade samma koncept av serietidningarna, även om Hobgoblin och Gremlin, ursprungligen de goda monstren, här medverkade som skurkar, och Gremlin var en av spelets bossar.
1994 var monstren populära i Mexiko och lanserades tillsammans med godis.
2003 skapade Peak Entertainment i Storbritannien en datoranimerad TV-serie. Den var tänkt att visas i USA i Cartoon Network, vilket dock aldrig blev av.